# Хлороціан
Хло́роціа́н — неорганічна сполука ряду ціанідів складу ClCN. Проявляє ацилюючі властивості.
Речовина є надзвичайно токсичною. Викликає запалення очей, подразнення дихальних шляхів, розлади шлунку. У часи Першої світової війни хлороціан застосовувався як бойова отруйна речовина загальноотруйної дії. У військовій справі має позначення CK.
У 1993 році, в результаті підписання Конвенції про хімічну зброю, використання хлороціану як хімічної зброї було заборонено. Його включили до списку 3, котрий регламентує виробництво та обіг небезпечних речовин.

## Фізичні властивості
Хлороціан є безбарвним газом із перцевим запахом. Обмежено розчиняється у воді — не більше 7% при температурі 20 °C. Добре розчиняється в органічних розчинниках: у бензені, етерах, спиртах. Добре змішується із деякими іншими отруйними речовинами (хлоропікрином, іпритом).
Сорбується на поверхні пористих матеріалів.

## Отримання
Хлороціан можна синтезувати дією хлору на газувату синильну кислоту:
{\displaystyle \mathrm {Cl_{2}+HCN\longrightarrow ClCN+HCl} }
У промислових масштабах застосовується дещо інакший метод: газуватий хлор пропускають крізь розпилюваний 15%-ий розчин ціаніду натрію, який синтезують аналогічно — дією синильної кислоти на розпилений гідроксид натрію:
{\displaystyle \mathrm {HCN+NaOH\longrightarrow NaCN+H_{2}O} }
{\displaystyle \mathrm {Cl_{2}+NaCN\longrightarrow ClCN+NaCl} }

## Хімічні властивості
Вологою повітря хлороціан не гідролізується, а у воді гідроліз сполуки протікає дуже повільно, із утворенням нестійкої ціанатної кислоти, яка при надлишку води розпадається на оксид вуглецю та аміак:
{\displaystyle \mathrm {ClCN+H_{2}O\leftrightarrows HCl+HOCN} }
{\displaystyle \mathrm {HOCN+HCl+H_{2}O\longrightarrow CO_{2}+NH_{3}\cdot HCl} }
При температурі понад 100 °C гідроліз протікає швидко.

При взаємодії з лугами утворюються ціанати:
{\displaystyle \mathrm {ClCN+NaOH\longrightarrow NaOCN+HCl} }
Реагуючи із газуватим аміаком у водному або етерному розчинах, хлороціан утворює ціанамід. Продукти реакції є нетоксичними, тому її можна затосовувати для дегазації приміщень.
{\displaystyle \mathrm {ClCN+NH_{3}\longrightarrow NH_{2}CN+NH_{4}Cl} }
При тривалому зберіганні хлороціан, як й інші галогеноціани, тримеризується до галогеніду тріазину (ціанур хлориду). Дана реакція у вологому повітрі протікає при температурі 20—40 °C:
У промисловості 1,3,5-тріазини синтезується саме за цією реакцією, але в інших умовах — тримеризацією сухого хлороціану при 300 °C у присутності каталізатору активованого вугілля.

## Токсичність
При потраплянні до організму, хлороціан продукує токсичні ціанід-іони, чим схожий за дією на синильну кислоту. Речовина ацилює функціональні групи рецепторів слизових оболонок, подразнюючи їх.
Хлороціан подразнює верхні дихальні шляхи та очі. Реакція організму починається без прихованого періоду (затримки), при концентрації близько 2,5·10-3 мг/л. При вищих концентраціях з'являється кашель, запалення очей (кон'юнктивіт), розлади шлунку.
Смертельна концентрація хлороціану при дії протягом 10 хв складає 0,4 мг/л, для 30 сек — 7 мг/л (для порівняння, у цих умовах летальна доза синильної кислоти складає 2 мг/л). Хлороціан не має здатності накопичуватися в організмі.
При ураженні хлороціаном застосовуються методи лікування, аналогічні до випадків отруєння синильною кислотою. Антидотом може виступати амілнітрит, але він частково перетворює гемоглобін крові у метгемоглобін, що не бере участі у переносі кисню. При стаціонарному лікуванні потерпілому вводять метиленову синь, а також забезпечують достатнє вентилювання легень киснем.

## Застосування
Хлороціан використовується як прекурсор для отримання сполук тріазинового ряду, наприклад, ціанур хлориду, що застосовується у виробництві гербіцидів та барвників, а також меламіну, який є сировиною для виготовлення вогнетривких матеріалів.